# Patrick Duffy
Patrick Duffy (Townsend, Montana, 17 de março de 1949) é um ator estadunidense. Famoso por seus trabalhos nos seriados O Homem do Fundo do Mar, no qual fazia o personagem-título, Step by Step onde viveu Frank Lambert e Dallas, no qual era Bobby Ewing. Conhecido também como cantor ao cantar "Together we're strong" com a cantora francesa Mireille Mathieu em 1983.

## Atualidade
Patrick regressou regularmente aos ecrãs do mundo inteiro com a continuação da série que o fez ser tão reconhecido, Dallas. A série teve tanto sucesso que acabou por ter mais duas temporadas, tendo sido cancelada em 2014.
Foi casado com Carlyn Rosser de 1974 até à morte dela em 2017. Tem 2 filhos e 4 netos.